# Route nationale 831
Pour les articles homonymes, voir Route 831.
La route nationale 831 ou RN 831 était une route nationale française reliant Mortagne-au-Perche au Mans. À la suite de la réforme de 1972, elle a été déclassée en RD 931 dans l'Orne et en RD 300 dans la Sarthe.

## Ancien tracé de Mortagne-au-Perche au Mans (D 931 & D 300)
- Mortagne-au-Perche
- Saint-Langis-lès-Mortagne
- Parfondeval
- Saint-Jouin-de-Blavou
- Suré
- Mamers
- Saint-Calez-en-Saosnois
- Courgains
- Dangeul
- Ballon
- Souligné-sous-Ballon
- Coulaines
- Le Mans